# Andrzej Szymczyk
Andrzej Szymczyk (ur. 1972 w Siemianowicach Śląskich) – polski policjant, doktor nauk społecznych, nadinspektor Policji, zastępca komendanta wojewódzkiego Policji w Katowicach w 2015, zastępca, a następnie I zastępca komendanta głównego Policji w latach 2015–2019, p.o. komendanta głównego Policji w 2016. Od 2020 naczelnik Śląskiego Urzędu Celno-Skarbowego w Katowicach.

## Życiorys
Urodził się w 1972 w Siemianowicach Śląskich.
W 2004 ukończył Wyższą Szkołę Policji w Szczytnie. Jest także absolwentem Wyższej Szkoły Humanitas w Sosnowcu z tytułem magistra administracji. W 2018 na Wydziale Nauk Społecznych Uniwersytetu Śląskiego w Katowicach uzyskał stopień doktora nauk społecznych w zakresie socjologii.
Służbę w Policji rozpoczął w 1993 w komendzie miejskiej Policji w Chorzowie. W latach 1998–2006 służył w pionie przestępczości zorganizowanej.
Był zastępcą naczelnika wydziału do walki z przestępczością przeciwko mieniu komendy wojewódzkiej Policji w Katowicach, a następnie naczelnikiem wydziału do walki z przestępczością samochodową tej samej komendy. W 2011 został powołany na stanowisko komendanta miejskiego Policji w Bytomiu. 
W 2015 został mianowany zastępcą komendanta wojewódzkiego Policji w Katowicach.
W 2015 na wniosek komendanta głównego Policji insp. Zbigniewa Maja minister spraw wewnętrznych i administracji Mariusz Błaszczak powołał go na stanowisko zastępcy komendanta głównego Policji. 11 lutego 2016 minister Mariusz Błaszczak powierzył mu pełnienie obowiązków komendanta głównego Policji, które sprawował do 12 kwietnia tego samego roku. 13 kwietnia 2016 na wniosek nowego komendanta głównego nadinsp. Jarosława Szymczyka minister Mariusz Błaszczak powołał go na stanowisko I zastępcy komendanta głównego Policji.
23 sierpnia 2016 prezydent Andrzej Duda mianował go na stopień nadinspektora Policji. Akt mianowania odebrał 2 września 2016. 26 lutego 2019 uroczyście pożegnał się ze sztandarem Komendy Głównej Policji i przeszedł w stan spoczynku.

## Odznaczenia
- Brązowy Medal za Długoletnią Służbę[3]
- Srebrny Medal za Długoletnią Służbę[3]
- Brązowa Odznaka „Zasłużony Policjant”[3]
- Brązowy Medal „Za zasługi dla obronności kraju”[3]
- Srebrny Medal „Za Zasługi dla Pożarnictwa”[3]
- Złoty Medal za Zasługi dla Straży Granicznej (2016)[11]